# In It for Life
In It for Life è il quarto album del gruppo grindcore Extreme Noise Terror, pubblicato nel 1989 dalla Skin Below Records.
L'album è stato registrato in split con un'altra band hardcore punk, i Filthkick.

## Tracce

### CD 1
Extreme Noise Terror
1. Intro
2. In It For Life
3. Subliminal
4. Work For Never
5. Punk: Fact Or Faction
6. Cruelty To Carnivores
7. Damaging Noises

Filthkick
1. Crime Without A Name
2. Between The Lines
3. The Harder You Fall
4. Cabin Hever 92 Degrees F
5. No Going Back
6. Celebration Of Good For Nothingnes
7. Brain Fry

## Formazione
- Dean Jones - voce
- Phil Vane - voce
- Pete Hurley - chitarra e voce
- Pete Nash - basso
- Tony "Stick" Dickens - batteria